# Indotyphlops exiguus
Indotyphlops exiguus är en ormart som beskrevs av Jan 1864. Indotyphlops exiguus ingår i släktet Indotyphlops och familjen maskormar. Inga underarter finns listade i Catalogue of Life.
Denna orm förekommer i en mindre region i västra Indien. Den vistas i kulliga områden vid 800 meter över havet. Honor lägger antagligen ägg.
Inget är känt angående populationens storlek och möjliga hot. IUCN listar arten med kunskapsbrist (DD).